# Mamma non ti sposare
Mamma non ti sposare (Three Daring Daughters) è un film del 1948 diretto da Fred McLeod Wilcox.

## Trama
Le tre figlie di una divorziata vorrebbero che la madre si riunisse al marito. Lei, però, durante un viaggio, si innamora di Iturbi, famoso musicista, e lo sposa.

## Produzione
Il film fu prodotto dalla Metro-Goldwyn-Mayer (MGM).

## Distribuzione
Distribuito dalla Metro-Goldwyn-Mayer (MGM), uscì nelle sale cinematografiche statunitensi il 5 marzo 1948 dopo essere stato presentato in prima il 12 febbraio a New York e il 2 marzo a Los Angeles.